# Carles Durán
Carles Durán Ortega (Barcellona, 15 gennaio 1976) è un allenatore di pallacanestro spagnolo.